# ベグレリ

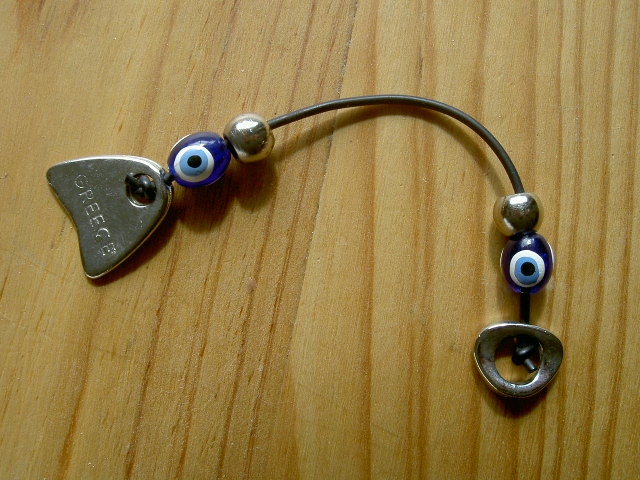
ギリシャの近代的なベグレリ

ベグレリ（英語: begleri、ギリシア語: μπεγλέρι）は、短い紐や鎖と、その両端に繋げられたビーズで構成されるスキルトイ。指でビーズを弾いたり、紐を指に絡めて回転させたりするトリックを行って遊ぶ。ベグレリはギリシャ発祥で、コンボロイから派生したとされる。コンボロイはギリシャで用いられる、心を落ち着かせるために触る数珠状の道具であり、しばしば手遊びとして振り回されることがある。コンボロイはビーズを通した紐が輪状に閉じられているのに対し、ベグレリの紐は閉じておらず、たいていビーズの重さや構成は両端で対称である。 ベグレリには様々な形状のものがあり、ビーズには半貴石や金属などの素材が使われる。打楽器であるアサラトは似た形状であるが、ベグレリはアサラトに比べるとかなり小さい。 

## 近年のベグレリ
歴史的には、ベグレリはギリシャのサブカルチャーであるマンガスや音楽のレベティコと関連しており、1960年代まで普及していた。近年ベグレリは、スキルトイやEDCとしてギリシャ国外で人気を高めている。これにより、ベグレリのデザインや様式は多様化し、あらゆる種類の素材が用いられるようになった。ベグレリが世界中のコレクターやスキルトイプレイヤーからの関心を集めた最近の出来事としては少なくとも2010年代初期まで遡り、趣味を楽しむ人々のウェブサイトで人気になりだしたことが挙げられる。ベグレリがオンライン上のフォーラムやSNSで人気になるにつれ、新たに様々なプレイスタイルや技のジャンルが開発されるようになった。こうして発展したスタイルや技の多くは、「ロングゲーム」と呼ばれる、比較的紐を長くしたベグレリで行うことが想定されている。

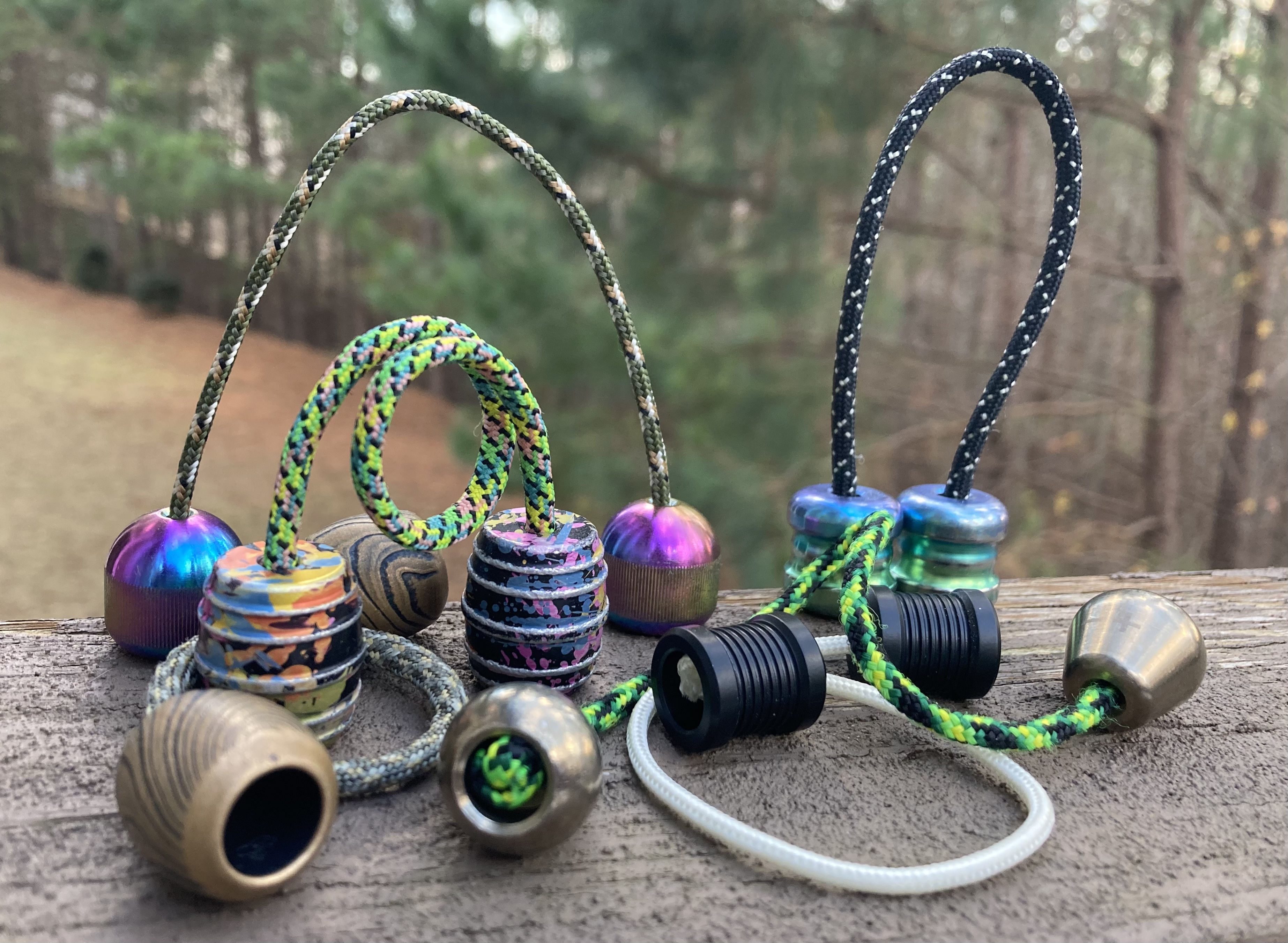
様々な金属で作られたベグレリ

プレイの性質上、ベグレリのビーズは華美に作られた伝統的なものから、プレイのしやすさを重視したよりシンプルな形状のものへと変化していった。ベグレリのビーズとして主に用いられるのは、パラコードを編んで作るモンキーフィストと、固形ビーズの2種類である。モンキーフィストベグレリは、新たにベグレリの練習を始める人が手にする場合が多い。固形ビーズは現在ますます一般的になっており、利用者からのフィードバックをもとに新たな形状のビーズを開発・販売している企業も存在する。ビーズの素材には、金属（アルミニウム、鋼、チタンなど）や、木、アクリル樹脂、デルリン、ウルテムなどが用いられる。